# Komba (Insel)
Komba (indonesisch Pulau Komba) ist eine indonesische Vulkaninsel. Sie gehört zum Regierungsbezirk (Kabupaten) Lembata (Provinz Ost-Nusa-Tenggara).

## Geographie
Komba liegt etwa 60 Kilometer nördlich von Lembata, abseits der Kleinen Sundainseln in der Bandasee.
Die Insel wird durch den aktiven 748 m hohen Vulkan Batu Tara gebildet. Die Küste ist steil, so dass ein Anlanden an der unbewohnten Insel fast unmöglich ist. Die Hänge des Vulkans sind mit dichter Vegetation und Schotterfeldern bedeckt. Im Südosten ist der Vulkan teilweise eingestürzt und der Gipfelkrater daher offen zum Meer.